# Maurice Sabatier (avocat)
Cet article concerne l'avocat. Pour le haut fonctionnaire de Vichy, voir Maurice Sabatier.
Pour les articles homonymes, voir Sabatier.
Maurice Sabatier, né le 31 décembre 1841 à Narbonne et mort le 22 mai 1915 à Viry-Châtillon, est un avocat, essayiste et philosophe français, en particulier connu pour son implication dans le cadre du procès de séparation de l'Église et de l'État, ses contributions au Code civil et Code criminel, et ses études sur la psychologie juridique de Napoléon. 

## Biographie
Marc Maurice Sabatier nait le 21 décembre 1841 à Narbonne dans une famille de juristes dont l'étude notariale date du début du XVIe siècle.
Il effectue des études de droit au petit séminaire de Narbonne ainsi que deux années de philosophie et de rhétorique à Sorèze, avant de fonder le cabinet d'avocats Sabatier en 1862 à Paris. 
Initialement inscrit au Barreau de Paris, Maurice Sabatier sera également inscrit au Conseil d'État et à la Cour de cassation. 
Il est élu à la Conférence du stage des avocats au Conseil d'État et à la Cour de cassation en 1867 puis président de l'Ordre des avocats au Conseil d'État et à la Cour de cassation en 1911.  Il est également titulaire du fauteuil 5 de la section 3 de l'Académie des sciences morales et politiques et président de la Conférence amicale des secrétaires et anciens secrétaires de la Conférence des avocats. 
De 1884 à 1909, il est maire de Viry-Châtillon.
Il meurt le 22 mai 1915 à Viry-Châtillon.
C’est Alexandre Millerand qui lui succédera à l'Institut et fera de son panégyrique une biographie.
Son fils Jacques Sabatier, mort pour la France durant la première guerre mondiale, a fait l'objet d'une exposition et d'une biographie par le  Musée du Barreau de Paris en 2018 à l'occasion du bicentenaire de la Grande Guerre. 
Deux de leurs descendants, David Sabatier (1862 Avocats) et Anne-Sophie Sabatier (SJA Avocats) sont actuellement avocats au Barreaux de Paris et Bordeaux.
Une rue porte son nom dans la ville de Viry-Châtillon (Essonne). 

## Contributions et affaires
Maurice Sabatier est en particulier connu pour son implication dans le cadre du procès de séparation de l'Église et de l'État, ses contributions au Code civil et Code criminel, et ses études sur la psychologie juridique de Napoléon.
Son ouvrage le plus connu, Études et discours (1911) aux Éditions Hachette & Cie, expose de manière transversale l'esprit du Code civil et du Code criminel et leurs impacts sur la société française de la fin du XIXe siècle. Il y détaille en particulier la théorie de psychologie juridique de Napoléon. 
Son cabinet s'est fait connaître dans le procès de séparation de l'Église et de l'État, et l'affaire dite du Plessis-Bellière.